# A Thousand Miles
"A Thousand Miles" (tên gọi ban đầu: "Interlude") là một bài hát của nghệ sĩ thu âm người Mỹ Vanessa Carlton nằm trong album phòng thu đầu tay của cô, Be Not Nobody (2002). Nó được phát hành vào ngày 12 tháng 2 năm 2002 bởi A&M Records như là đĩa đơn đầu tiên trích từ album, đồng thời là đầu tay trong sự nghiệp của Carlton. Bài hát trước đó cũng xuất hiện trong nhạc phim của bộ phim năm 2001 Legally Blonde. "A Thousand Miles" được viết lời bởi Carlton, trong khi phần sản xuất được thực hiện bởi Ron Fair và Curtis Schweitzer. Đây là một bản baroque pop và pop rock với nội dung liên quan đến cảm xúc của mỗi người khi một người mình yêu thương ra đi, trong đó kết hợp giữa những âm thanh từ piano và dàn dây mang phong cách của giao hưởng.
Sau khi phát hành, "A Thousand Miles" nhận được những phản ứng tích cực từ các nhà phê bình âm nhạc, trong đó họ đánh giá cao giai điệu bắt tai cũng như quá trình sản xuất của nó. Bài hát còn nhận được nhiều giải thưởng và đề cử tại những lễ trao giải lớn, bao gồm ba đề cử giải Grammy cho Thu âm của năm, Bài hát của năm và Cải biên nhạc khí có ca sĩ xuất sắc nhất tại lễ trao giải thường niên lần thứ 45. "A Thousand Miles" cũng gặt hái những thành công vượt trội về mặt thương mại, lọt vào top 10 ở hầu hết những quốc gia nó xuất hiện, bao gồm vuơn đến top 5 ở Đan Mạch, Ireland, New Zealand và Ba Lan, cũng như đứng đầu bảng xếp hạng ở Úc trong hai tuần. Tại Hoa Kỳ, bài hát đạt vị trí thứ năm trên bảng xếp hạng Billboard Hot 100, trở thành đĩa đơn đầu tiên và duy nhất của Carlton lọt vào top 10 tại đây.
Video ca nhạc cho "A Thousand Miles" được đạo diễn bởi Marc Klasfeld, trong đó Carlton trình diễn bài hát với cây đàn piano được di chuyển từ nhà kho của cô đến nhiều khu vực khác nhau, trước khi quay lại nơi bắt đầu. Nó đã nhận được nhiều lượt yêu cầu phát sóng liên tục trên những kênh truyền hình âm nhạc như VH1 và chương trình Total Request Live của MTV. Để quảng bá bài hát, nữ ca sĩ đã trình diễn bài hát trên nhiều chương trình truyền hình và lễ trao giải lớn, bao gồm Top of the Pops, Late Night with Conan O'Brien và giải Grammy lần thứ 45. Được ghi nhận như là bài hát trứ danh của Carlton, "A Thousand Miles" đã xuất hiện trong nhiều tác phẩm điện ảnh và truyền hình, như White Chicks và Pitch Perfect 2. Bài hát cũng được hát lại và sử dụng làm nhạc mẫu bởi nhiều nghệ sĩ, bao gồm Victoria Justice, David Archuleta, T.I., Cheryl và dàn diễn viên của Glee.

## Danh sách bài hát
| Đĩa CD tại châu Âu 1. "A Thousand Miles" - 3:59 2. "Twilight" (trực tiếp) - 4:06 Đĩa CD maxi tại châu Âu 1. "A Thousand Miles" - 3:59 2. "Twilight" (trực tiếp) - 4:06 3. "Wanted" (Ripe phối) - 3:54 4. "A Thousand Miles" (video ca nhạc) - 4:29 | Đĩa CD tại Hoa Kỳ 1. "A Thousand Miles" - 3:59 2. "Twilight" - 4:09 Đĩa CD tại Anh quốc 1. "A Thousand Miles" - 4:00 2. "Paradise" (bản piano) - 3:53 3. "Red Ditty" - 1:03 4. "A Thousand Miles" (video ca nhạc) - 4:27 |

## Xếp hạng
| Bảng xếp hạng (2002)                  | Vị trí cao nhất |
| ------------------------------------- | --------------- |
| Úc (ARIA)                             | 1               |
| Áo (Ö3 Austria Top 40)                | 12              |
| Bỉ (Ultratop 50 Flanders)             | 4               |
| Bỉ (Ultratop 50 Wallonia)             | 8               |
| Brazil (ABPD)                         | 8               |
| Đan Mạch (Tracklisten)                | 3               |
| Châu Âu (European Hot 100 Singles)    | 9               |
| Pháp (SNEP)                           | 8               |
| Đức (Official German Charts)          | 14              |
| Hungary (Mahasz)                      | 8               |
| Ireland (IRMA)                        | 3               |
| Ý (FIMI)                              | 6               |
| Hà Lan (Dutch Top 40)                 | 6               |
| Hà Lan (Single Top 100)               | 12              |
| New Zealand (Recorded Music NZ)       | 4               |
| Na Uy (VG-lista)                      | 14              |
| Scotland (OCC)                        | 7               |
| Thụy Điển (Sverigetopplistan)         | 30              |
| Thụy Sĩ (Schweizer Hitparade)         | 8               |
| Anh Quốc (OCC)                        | 6               |
| Hoa Kỳ Billboard Hot 100              | 5               |
| Hoa Kỳ Adult Contemporary (Billboard) | 1               |
| Hoa Kỳ Adult Pop Airplay (Billboard)  | 2               |
| Hoa Kỳ Pop Airplay (Billboard)        | 1               |

| Bảng xếp hạng (2002)                  | Vị trí |
| ------------------------------------- | ------ |
| Australia (ARIA)                      | 6      |
| Austria (Ö3 Austria Top 40)           | 74     |
| Belgium (Ultratop 50 Flanders)        | 20     |
| Belgium (Ultratop 40 Wallonia)        | 49     |
| Europe (European Hot 100 Singles)     | 33     |
| France (SNEP)                         | 57     |
| Germany (Official German Charts)      | 61     |
| Italy (FIMI)                          | 52     |
| Japan (Tokyo Hot 100)                 | 31     |
| Netherlands (Dutch Top 40)            | 9      |
| Netherlands (Single Top 100)          | 48     |
| New Zealand (Recorded Music NZ)       | 2      |
| Switzerland (Schweizer Hitparade)     | 20     |
| UK Singles (Official Charts Company)  | 73     |
| US Billboard Hot 100                  | 6      |
| US Adult Contemporary (Billboard)     | 10     |
| US Adult Top 40 (Billboard)           | 4      |
| US Hot Soundtrack Singles (Billboard) | 1      |
| Bảng xếp hạng (2003)                  | Vị trí |
| US Adult Contemporary (Billboard)     | 4      |

| Bảng xếp hạng (2000–2009)         | Vị trí |
| --------------------------------- | ------ |
| Australia (ARIA)                  | 70     |
| US Adult Contemporary (Billboard) | 14     |
| US Adult Top 40 (Billboard)       | 28     |

## Chứng nhận
| Quốc gia                                                                           | Chứng nhận  | Số đơn vị/doanh số chứng nhận |
| ---------------------------------------------------------------------------------- | ----------- | ----------------------------- |
| Úc (ARIA)                                                                          | 2× Bạch kim | 140.000^                      |
| Bỉ (BEA)                                                                           | Vàng        | 25.000*                       |
| Pháp (SNEP)                                                                        | Bạc         | 182,000                       |
| Nhật Bản (RIAJ)                                                                    | Vàng        | 100.000^                      |
| New Zealand (RMNZ)                                                                 | Vàng        | 5.000*                        |
| Anh Quốc (BPI)                                                                     | Bạch kim    | 600.000‡                      |
| * Chứng nhận dựa theo doanh số tiêu thụ. ^ Chứng nhận dựa theo doanh số nhập hàng. |             |                               |